# Hämnd på tjallare
Hämnd på tjallare (franska: La Métamorphose des cloportes) är en fransk-Italiensk kriminalfilm från 1965 i regi av Pierre Granier-Deferre.
Filmen är baserad på Alphonse Boudards roman La Métamorphose des cloportes.

## Rollista i urval
- Lino Ventura - Alphonse Maréchal
- Charles Aznavour - Edmond Clancul
- Irina Demick - Catherine Verdier
- Maurice Biraud - Arthur
- Georges Géret - Rouquemoute
- Pierre Brasseur - Tonton
- Françoise Rosay - Gertrude